# تشونغ ياو تشاو
تشونغ ياو تشاو (بالإنجليزية: Chung-Yao Chao)‏ (و. 1902 – 1998 م) هو فيزيائي من الصين .

## التعليم
تعلم في جامعة تسينج - هوا، ومعهد كاليفورنيا للتقنية